# Kostel svatého Václava (Kovanice)
Kostel svatého Václava v Kovanicích je jednolodní, původem gotický římskokatolický kostel. Nachází se na severovýchodním okraji obce, při řece Labe a v sousedství kovanického zámku. Kolem kostela je zrušený hřbitov. Kostel patří do královéhradecké diecéze a je farním kostelem farnosti Kovanice. Od roku 1958 je kostel (včetně ohradní zdi a přilehlých pozemků) chráněn jako kulturní památka.

## Popis

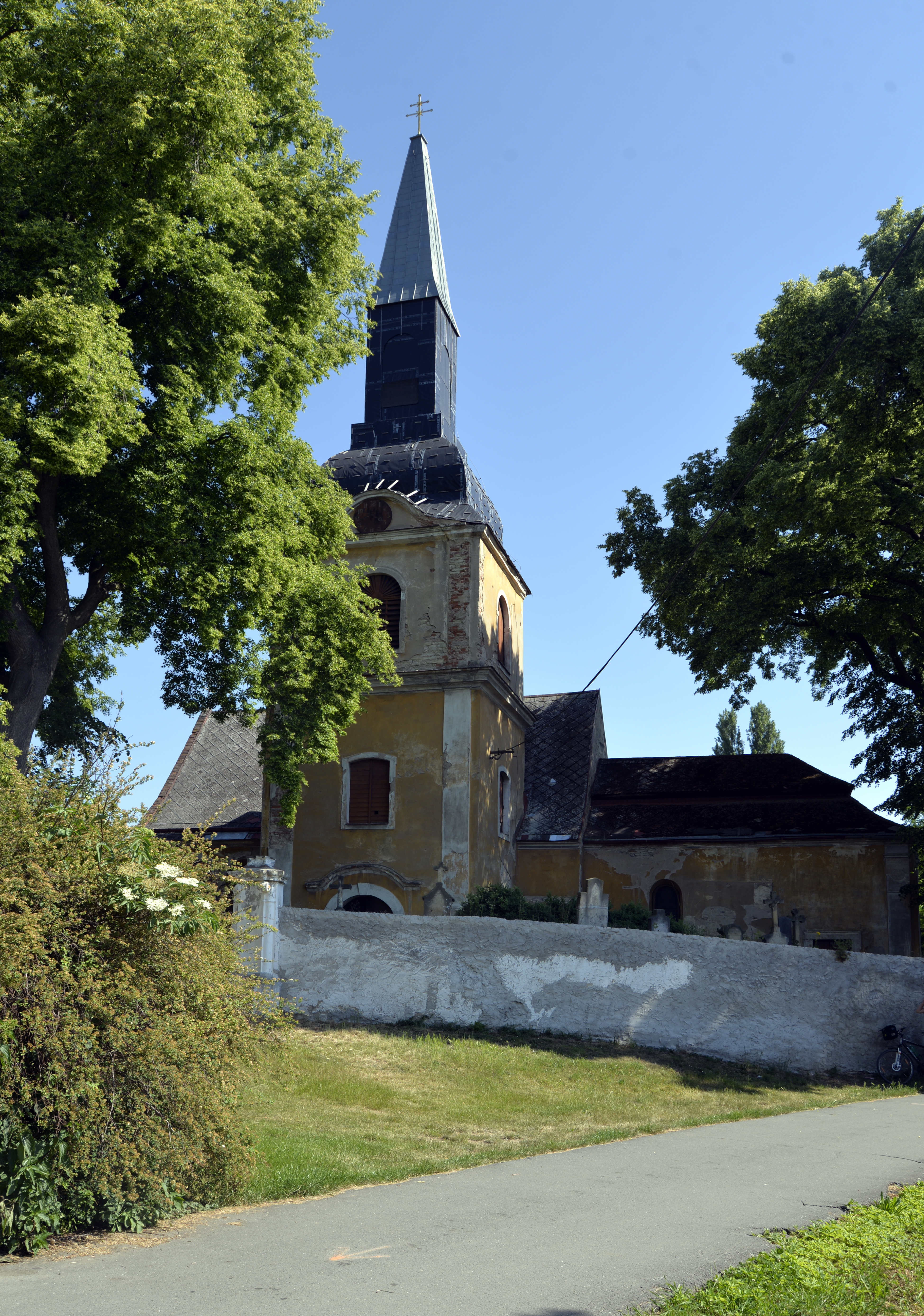
Pohled na kostel

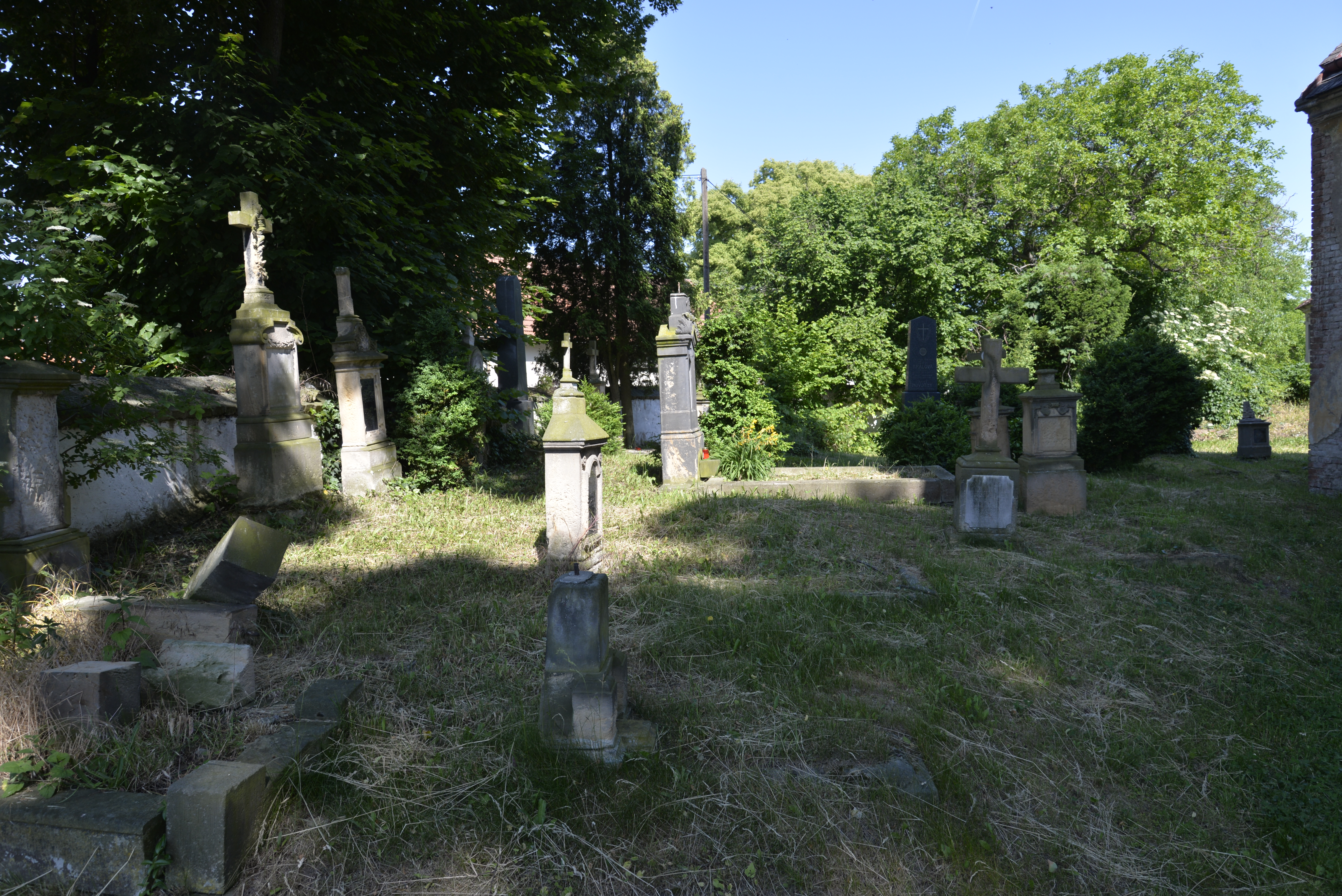
Hřbitov u kostela

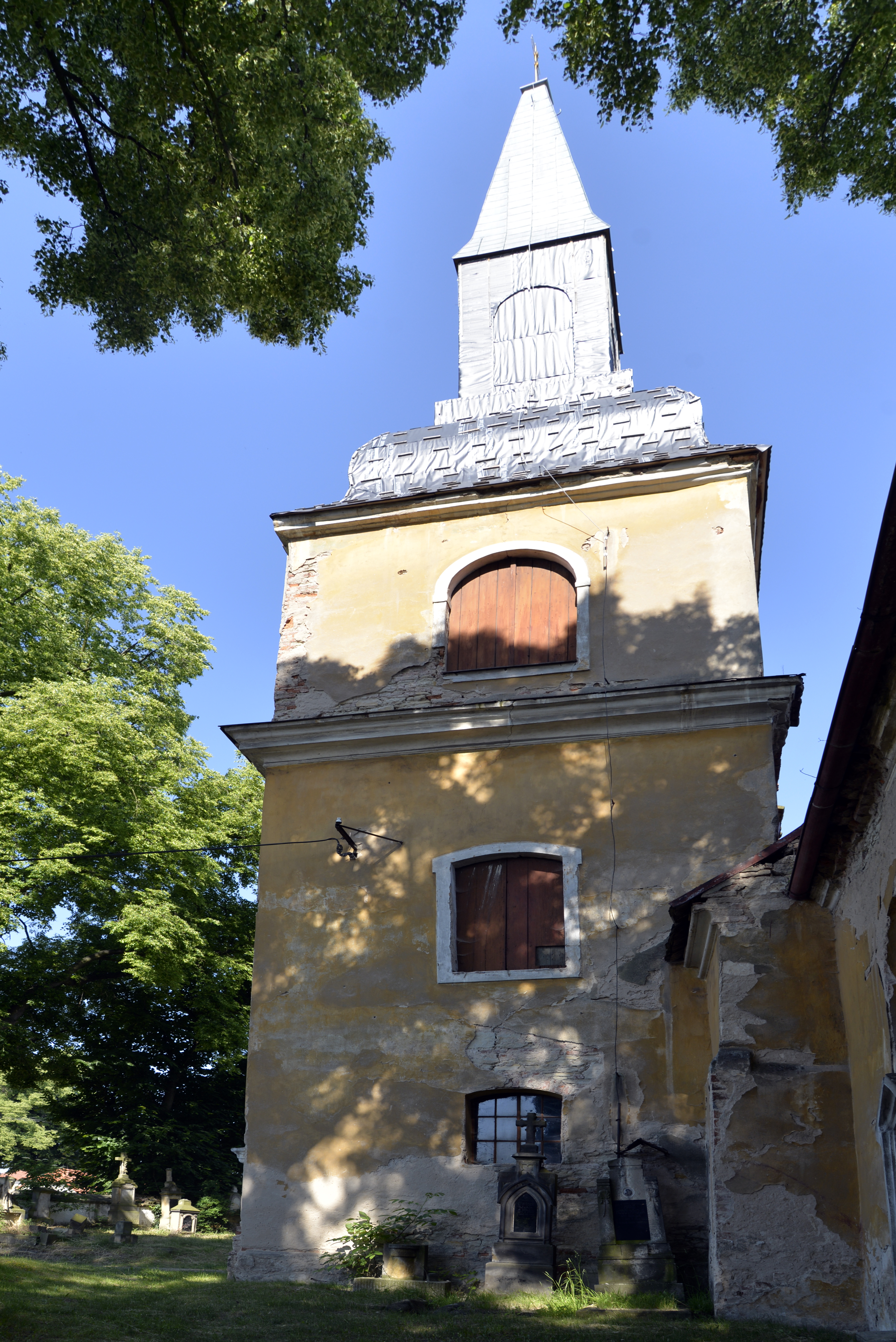
Zvonice při kostele

Kostel má gotické jádro ze 14. století. Poprvé byl upravován roku 1601. V letech 1763–1772 byl přestavěn v barokním slohu. Naposledy byl přestavěn roku 1897. Kostel je jednolodní stavba se sakristií v ose presbytáře. Loď má valenou klenbu s lunetami, obdélná okna a sedlovou střechu. Uvnitř jsou tři náhrobky členů rodů Chvalovských ze 16. století. V presbytáři je křížová žebrová klenba. Na jižní stran lodi je předsíň s gotickým portálem. Na jižní straně lodi je připojena dvoupatrová hranolová věž s jehlancovou střechou a zvonicí z roku 1766. Zařízení je pseudorománské z konce 19. století. Kazatelna je barokní z 18. století. Kostel se hřbitovem jsou obehnány opukovou ohradní zdí se zděnými pilíři a železnými vraty.